# 最高人民法院审判委员会
最高人民法院审判委员会，是中华人民共和国最高人民法院的审判委员会。

## 沿革
1954年，《中华人民共和国人民法院组织法》正式颁布，其中规定在各级人民法院内部设立审判委员会，作为对审判工作的集体领导形式。
1955年3月11日，最高人民法院审判委员会正式成立。
1993年9月11日，《最高人民法院关于印发〈最高人民法院审判委员会工作规则〉的通知》（法发〔1993〕23号）印发了《最高人民法院审判委员会工作规则》。

## 职能
现行《中华人民共和国人民法院组织法》第十条规定：“各级人民法院设立审判委员会，实行民主集中制。审判委员会的任务是总结审判经验，讨论重大的或者疑难的案件和其他有关审判工作的问题。”
第十三条规定：“各级人民法院院长对本院已经发生法律效力的判决和裁定，如果发现在认定事实上或者在适用法律上确有错误，必须提交审判委员会处理。”
第三十六条规定：“各级人民法院按照需要可以设助理审判员，由本级人民法院任免。”“助理审判员协助审判员进行工作。助理审判员，由本院院长提出，经审判委员会通过，可以临时代行审判员职务。”
1993年印发的《最高人民法院审判委员会工作规则》第二条规定：“审判委员会的任务：
- （一）总结审判经验。
- （二）讨论、决定院长或院长委托的副院长提交的下列案件：
  - 本院审理的第一审、第二审案件；
  - 高级人民法院和解放军军事法院报请核准的类推案件；
  - 高级人民法院和解放军军事法院报请核准的死刑案件；
  - 本院依照审判监督程序决定再审或者提审的案件；
  - 最高人民检察院依照审判监督程序提出抗诉的案件；
  - 其他重大或者疑难的案件。
- （三）讨论、通过院长或副院长提请审议的司法解释草案。
- （四）讨论、决定《最高人民法院公报》刊登的司法解释和案例。
- （五）决定诉讼当事人及其法定代理人请求对本院院长担任审判长的回避问题。
- （六）讨论、通过助理审判员临时代行审判员职务。
- （七）讨论、决定有关审判工作的其他事项。”[2]

## 历任委员
《中华人民共和国人民法院组织法》第十条规定：“最高人民法院审判委员会委员，由最高人民法院院长提请全国人民代表大会常务委员会任免。”
历任最高人民法院审判委员会委员是：
- 董必武（1955年2月12日—？）[4]
- 高克林（1955年2月12日—1961年4月3日）[4][5]
- 张志让（1955年2月12日—？）[4]
- 马锡五（1955年2月12日—？）[4]
- 何兰阶（1955年2月12日—？；1979年11月29日—1983年9月2日）[4][6][7]
- 曾汉周（1955年2月12日—？；1979年11月29日—1983年9月2日）[4][6][7]
- 贾潜（1955年2月12日—1958年6月3日撤职）[4][8]
- 邢亦民（1955年2月12日—？）[4]
- 宋广常（1955年2月12日—1963年3月4日）[4][9]
- 刘寅夏（1955年2月12日—1958年6月3日撤职）[4][8]
- 杨奇锐（1955年2月12日—1959年9月17日）[4][10]
- 王德茂（1956年8月29日—？）[11]
- 韩幽桐（1956年8月29日—1959年1月23日）[11][12]
- 陈奇涵（1957年4月22日—？）[13]
- 钟汉华（1957年4月22日—？）[13]
- 王维纲（1959年9月17日—？；1979年11月29日—1982年5月4日）[10][6][14]
- 吴德峰（1961年4月3日—？）[5]
- 胡光（1963年3月4日—？）[9]
- 谭甫仁（1964年12月12日—？）[15]
- 江华（1979年11月29日—1983年9月2日）[6][7]
- 郑绍文（1979年11月29日—1982年5月4日）[6][14]
- 王战平（1979年11月29日—1985年6月18日）[6][7]
- 杨化南（1979年11月29日—1982年11月19日）[6][16]
- 王怀安（1979年11月29日—1983年9月2日）[6][7]
- 鲁明健（1979年11月29日—1983年9月2日）[6][7]
- 李荣棣（1979年11月29日—1982年11月19日）[6][16]
- 李月波（1979年11月29日—1982年11月19日）[6][16]
- 宋光（1981年6月10日—1982年11月19日）[17][16]
- 林准（1982年11月19日—1993年9月2日）[16][18]
- 祝铭山（1982年11月19日—2003年4月26日）[16][19]
- 彭树华（1982年11月19日—1992年7月1日）[16][20]
- 孙琬钟（1982年11月19日—1987年3月19日）[16][7]
- 马原（1982年11月19日—1995年12月28日）[16][18]
- 王奇（1982年11月19日—1988年9月5日）[16][20]
- 刘珣章（1982年11月19日—1983年9月2日）[16][7]
- 郑天翔（1983年9月2日—1988年7月1日）[7][20]
- 任建新（1983年9月2日—？）[7]
- 唐德华（1985年11月22日—2001年6月30日）[7][21]
- 宋鑫春（1987年9月5日—1990年12月28日；1992年9月4日—1995年8月29日）[7][20][18]
- 李国堂（1987年9月5日—1992年7月1日）[7][20]
- 宋雅亭（1987年9月5日—1994年12月29日）[7][18]
- 张懋（1987年9月5日—1994年12月29日）[7][18]
- 周道鸾（1987年9月5日—1994年12月29日）[7][18]
- 华联奎（1988年7月1日—1993年9月2日）[20][18]
- 费宗袆（1988年9月5日—1994年12月29日）[20][18]
- 端木正（1990年9月7日—1995年6月30日）[20]
- 黄杰（1990年9月7日—1995年5月10日）[20][18]
- 王永成（1990年12月28日—1994年12月29日）[20][18]
- 刘家琛（1992年7月1日—2008年6月26日）[20][22]
- 谢安山（1992年9月4日—1998年4月29日）[20][21]
- 高昌礼（1993年7月2日—1998年4月29日）[18][21]
- 王景荣（1993年7月2日—1995年10月30日）[18]
- 甘明秀（1994年12月29日—1999年12月25日）[18][21]
- 黄赤东（1994年12月29日—1999年12月25日）[18][21]
- 梁书文（1994年12月29日—1999年12月25日）[18][21]
- 孙泊生（1994年12月29日—1999年12月25日）[18][21]
- 杨润时（1994年12月29日—2005年7月1日）[18][19]
- 罗豪才（1995年6月30日—2000年4月29日）[18][21]
- 李国光（1995年12月28日—2003年4月26日）[18][19]
- 张军（1998年11月4日—2003年6月28日；2005年8月28日—2012年10月）[21][19]
- 南英（1998年11月4日—2004年10月27日）[21][19]
- 纪敏（1998年11月4日—2007年6月29日）[21][23]
- 姜兴长（1998年12月29日—2008年4月24日）[21][24]
- 沈德咏（1998年12月29日—2006年12月29日；2008年4月24日—2018年6月22日）[21][25][24]
- 黄松有（1999年6月28日—2008年10月28日）[21][26]
- 江必新（1999年6月28日—2004年6月25日；2007年12月29日—2020年4月29日）[21][19][27]
- 曹建明（1999年10月31日—2008年4月24日）[21][24]
- 万鄂湘（2000年4月29日—2013年3月19日）[21][28]
- 奚晓明（2000年8月25日—2015年8月29日）[21][29]
- 蒋志培（2000年10月31日—2008年8月29日）[21][30]
- 苏泽林（2001年8月31日—2013年6月29日）[21][31]
- 俞灵雨（2002年4月28日—2012年2月29日）[21][32]
- 黄尔梅（2002年4月28日—2015年12月27日；2006年11月至2011年10月任副部级专职委员）[21][33][34]
- 熊选国（2002年4月28日—2011年8月26日）[21][35]
- 李玉成（2002年8月29日—2008年12月27日）[21][36]
- 王秀红（2003年4月26日—2010年10月28日；2006年至2010年10月任副部级专职委员）[19][37]
- 孙华璞（2004年6月25日—2008年2月28日；2015年7月1日—2020年4月29日）[19][38][39]
- 李克（2004年12月29日—2009年2月28日）[19][40]
- 钱锋（2005年4月27日—2008年2月28日）[19][38]
- 邵文虹（2005年4月27日—2009年12月26日）[19][41]
- 任卫华（2006年6月29日—2010年12月25日）[42][43]
- 杨万明（2006年6月29日—2016年2月26日）[42][44]
- 高贵君（2006年6月29日—2015年12月27日）[42][33]
- 高憬宏（2006年6月29日—2010年12月25日；2012年6月30日—2013年10月25日；2019年1月30日—；2012年6月至2013年10月任副部级专职委员）[42][45][46][43][47]
- 景汉朝（2006年10月31日—2017年4月27日；2006年至2009年6月任副部级专职委员）[48][49]
- 刘学文（2006年10月31日—2016年12月25日；2010年9月至2016年12月任副部级专职委员）[48][50]
- 宋晓明（2006年10月31日—2019年8月26日）[48][51]
- 赵大光（2006年10月31日—2015年8月29日）[48][52]
- 宫鸣（2006年10月31日—2014年6月27日）[48][53]
- 杜万华（2007年6月29日—2017年12月27日；2012年6月至2017年12月任副部级专职委员）[23][54][55]
- 张建南（2008年12月27日—2016年9月3日）[36][56]
- 刘贵祥（2008年12月27日—；2014年4月起任副部级专职委员）[36][54]
- 卫彦明（2008年12月27日—2013年2月27日）[36][57]
- 孔祥俊（2010年12月25日—2016年9月3日）[43][56]
- 周峰（2010年12月25日—2019年1月30日）[43]
- 郑学林（2010年12月25日—2022年10月30日）[43][58]
- 胡云腾（2010年12月25日—2018年10月26日；2014年4月至2018年10月任副部级专职委员）[43][54]
- 裴显鼎（2010年12月25日—2020年12月26日；2017年4月至2020年12月任副部级专职委员）[43][54]
- 戴长林（2010年12月25日—2017年11月4日）[43][59]
- 贺荣（2011年12月31日—2017年4月27日；2011年12月至2013年10月任副部级专职委员；2020年4月29日—2023年2月24日）[60][49][61]
- 徐家新（2013年4月25日—2018年8月31日）[62]
- 姜启波（2013年4月25日—）[62]
- 张勇健（2013年4月25日—2019年1月30日）[62]
- 杨临萍（2013年4月25日—2017年2月24日）[62]
- 李少平（2013年10月25日—2021年8月20日）[45][63]
- 陶凯元（2013年12月28日—）[64]
- 罗东川（2013年12月28日—2015年8月29日）[64][52]
- 夏道虎（2014年8月31日—2018年2月24日）[65]
- 刘合华（2015年7月1日—2018年8月31日）[39]
- 贺小荣（2015年11月4日—）[66]
- 张述元（2015年12月27日—2020年11月11日）[33]
- 姜伟（2016年11月7日—2022年6月24日）[67][68]
- 杨万明（2018年6月22日—）[69]
- 沈亮（2019年8月26日—；2020年12月至2021年8月任副部级专职委员）[51][70]
- 孟祥（2019年8月26日—2021年8月20日）[51][63]
- 李勇（2020年8月11日—；2022年3月至2022年6月任副部级专职委员）[71][72]
- 王旭光（2020年8月11日—2021年1月22日）[71][73]
- 杨临萍（2020年12月26日—）[74]
- 王淑梅（2021年8月20日—）[63]
- 何莉（2022年4月20日—）[75]
- 滕伟（2022年4月20日—）[75]